# 동부로 (군위 의성)
동부로(Dongbu-ro)는 대구광역시 군위군 삼국유사면 화수리와 의성군 의성읍 원당리 원당 교차로를 잇는 경상북도의 도로이다.

## 연혁
- 1996년 1월 12일 : 의흥우회도로(군위군 의흥면 수서리 ~ 읍내리) 3.67km 구간 개통[1]
- 2001년 12월 23일 : 의성·금성·청로지구 위험도로(의성군 금성면 청로리) 1.98km 구간 개량 개통[2], 기존 1.78km 구간 폐지[3]
- 2009년 7월 30일 : 2개 이상 시·군에 걸쳐 있는 도로로 동부로를 고시[4]
- 2011년 12월 27일 : 신녕 ~ 고로간 도로(영천시 신녕면 화남리 ~ 군위군 고로면 화수리) 5.54km 구간 확장 개통[5] 및 기존 6.3km 구간 폐지[6]

## 주요 경유지
경상북도
- 의성군 (금성면 · 의성읍)

대구광역시
- 군위군 (삼국유사면 · 의흥면 · 우보면)

## 노선
| 이름                      | 접속 노선                                              | 소재지        | 소재지        | 비고                                                                       |
| 장수로와 직결             | 장수로와 직결                                          | 장수로와 직결 | 장수로와 직결 | 장수로와 직결                                                              |
| ------------------------- | ------------------------------------------------------ | ------------- | ------------- | -------------------------------------------------------------------------- |
| 화수 교차로               | 국도 제28호선 지방도 제908호선 (신녕 ~ 고로간 도로)    | 군위군        | 삼국유사면    |                                                                            |
| 삼국유사 교차로           | 국도 제28호선 지방도 제908호선 (신녕 ~ 고로간 도로)    | 군위군        | 삼국유사면    | 지방도 제908호선 구간                                                      |
| 화수삼거리                | 지방도 제908호선 (삼국유사로)                          | 군위군        | 삼국유사면    | 지방도 제908호선 구간                                                      |
| 화수교                    |                                                        | 군위군        | 삼국유사면    |                                                                            |
| (이름 없음)               | 국도 제28호선 (신녕 ~ 고로간 도로)                     | 군위군        | 삼국유사면    | 국도 제28호선 구간                                                         |
| 금양리                    | 원산금양길                                             | 군위군        | 삼국유사면    | 국도 제28호선 구간                                                         |
| 연계1리 마을회관 (군위역) |                                                        | 군위군        | 의흥면        | 국도 제28호선 구간                                                         |
| 연계보건진료소            | 연계지호길                                             | 군위군        | 의흥면        | 국도 제28호선 구간                                                         |
| 연계교 파전교             |                                                        | 군위군        | 의흥면        | 국도 제28호선 구간                                                         |
| 의흥향교                  | 읍내길                                                 | 군위군        | 의흥면        | 국도 제28호선 구간                                                         |
| 이지리                    | 국가지원지방도 제79호선 (산성가음로)                   | 군위군        | 의흥면        | 국도 제28호선 구간                                                         |
| 제2의흥교                 |                                                        | 군위군        | 의흥면        | 국도 제28호선 구간                                                         |
| 대추공원                  | 수서길                                                 | 군위군        | 의흥면        | 국도 제28호선 구간                                                         |
| 이화리                    | 철길로                                                 | 군위군        | 우보면        | 국도 제28호선 구간                                                         |
| 우보역                    |                                                        | 군위군        | 우보면        | 국도 제28호선 구간                                                         |
| 백양삼거리                | 지방도 제919호선 (효우로)                              | 군위군        | 우보면        | 국도 제28호선 구간                                                         |
| 이화교                    | 선동길 이화길                                          | 군위군        | 우보면        | 국도 제28호선 구간                                                         |
| 보골교                    | 두북길                                                 | 군위군        | 우보면        | 국도 제28호선 구간                                                         |
| 개일육교                  |                                                        | 의성군        | 금성면        | 국도 제28호선 구간                                                         |
| 청로리                    | 청로길                                                 | 의성군        | 금성면        | 국도 제28호선 구간                                                         |
| 청로교사거리              | 지방도 제927호선 지방도 제930호선 (군위금성로) 청로3길 | 의성군        | 금성면        | 국도 제28호선 구간 지방도 제927, 930호선 구간                              |
| 청로교                    |                                                        | 의성군        | 금성면        | 국도 제28호선 구간 지방도 제927, 930호선 구간                              |
| 대리리                    | 국가지원지방도 제68호선 (금성현서로) 탑리길            | 의성군        | 금성면        | 국도 제28호선 구간 국가지원지방도 제68호선 구간 지방도 제927, 930호선 구간 |
| (이름 없음)               | 탑리5길                                                | 의성군        | 금성면        | 국도 제28호선 구간 국가지원지방도 제68호선 구간 지방도 제927, 930호선 구간 |
| 대리2리                   | 탑리길                                                 | 의성군        | 금성면        | 국도 제28호선 구간 국가지원지방도 제68호선 구간 지방도 제927, 930호선 구간 |
| 대리삼거리                | 지방도 제927호선 (조문로)                              | 의성군        | 금성면        | 국도 제28호선 구간 국가지원지방도 제68호선 구간 지방도 제927, 930호선 구간 |
| 학미교                    | 지방도 제930호선 (공룡로)                              | 의성군        | 금성면        | 국도 제28호선 구간 국가지원지방도 제68호선 구간 지방도 제930호선 구간      |
| 비봉역                    |                                                        | 의성군        | 의성읍        | 국도 제28호선 구간 국가지원지방도 제68호선 구간                            |
| 비봉삼거리                | 국가지원지방도 제68호선 (비봉길)                       | 의성군        | 의성읍        | 국도 제28호선 구간 국가지원지방도 제68호선 구간                            |
| 오로삼거리                | 구봉길                                                 | 의성군        | 의성읍        | 국도 제28호선 구간                                                         |
| 오로교                    |                                                        | 의성군        | 의성읍        | 국도 제28호선 구간                                                         |
| 팔성교                    | 팔성길                                                 | 의성군        | 의성읍        | 국도 제28호선 구간                                                         |
| 용연교                    | 용연2길                                                | 의성군        | 의성읍        | 국도 제28호선 구간 의성 방향 진출 불가 영천 방향 진입 불가                 |
| 원당 교차로               | 국도 제5호선 국도 제28호선 (경북대로)                  | 의성군        | 의성읍        | 국도 제28호선 구간                                                         |

## 주요 건물 및 시설
- 고로초등학교 화수분교 (폐교, 대구광역시 군위군 삼국유사면 동부로 356)
- 연계리마을회관 (대구광역시 군위군 의흥면 동부로 650)
- 이화3리마을회관 (대구광역시 군위군 우보면 동부로 1468)
- 우보역 (대구광역시 군위군 우보면 동부로 1557-10)
- 그린파머스 (경상북도 의성군 금성면 동부로 2280)
- 금성농협하나로마트 (경상북도 의성군 금성면 동부로 2340)
- KT의성지점 탑리분기국 (경상북도 의성군 금성면 동부로 2368)
- 금성보건지소 (경상북도 의성군 금성면 동부로 2402)
- 비봉역 (경상북도 의성군 의성읍 동부로 2932-11)
- 의성군쓰레기매립장 (경상북도 의성군 의성읍 동부로 3085)
- 군위역 (대구광역시 군위군 의흥면 연계리 640-3)